# واراچانی
واراچانی (به اسپانیایی: Warachani) یک کوه در پرو است که در پرو واقع شده‌است. واراچانی ۴٬۸۰۰ متر بالاتر از سطح دریا واقع شده‌است.